# DoCo
No debe confundirse con el grupo Idol, CoCo.
DoCo (どこ). Fue el nombre con que se autodenominaron las seiyu, como referencia y en forma de parodia del grupo idol CoCo. Interpretaron en cover, el sencillo, "omoide ga ippai". Así mismo liberaron 3 álbumes de estudio; "DoCo First", "DoCo Second" y "DoCo Original Karaoke", para la banda sonora del anime Ranma ½.

## Separación
El proyecto como DoCo estuvo activo hasta 1994.

## Discografía

### Álbumes de estudio
| 21 de julio de 1991     | DoCo*First               |
| 16 de diciembre de 1994 | DoCo*Second              |
| 20 de enero de 1995     | DoCo at Original Karaoke |

### Sencillos
| 21 de enero de 1991 | Omoide ga Ippai |

### Compilaciones
| 21 de diciembre de 1991 | Ranma 1/2 Kakutou Karuta |